# Stormtroopers of Death
Pour les articles homonymes, voir SOD.
Stormtroopers of Death (ou S.O.D.) est un groupe de thrash metal américain, originaire de New York. Le groupe se forme en 1985 par deux membres d'Anthrax : le guitariste Scott Ian et le batteur Charlie Benante. La formation est complétée par le bassiste Dan Lilker de Nuclear Assault et le chanteur Billy Milano.
Le quatuor publie un premier album intitulé Speak English or Die, important dans l'histoire du metal dans la mesure où il s'agit de l'un des tout premiers albums mélangeant le thrash metal et le hardcore new-yorkais. Ce qui ne devait être au départ qu'une plaisanterie devient un phénomène commercial international qui va donner naissance au crossover et permettre à de très nombreux groupes de hardcore de toucher le public traditionnel du hard rock. Après la première séparation du groupe Milano forme M.O.D., un groupe pratiquant un crossover dans la lignée de S.O.D..
La chanson Seasoning the Obese qui figure comme chanson bonus sur leur album Bigger than the Devil est un pastiche du groupe Slayer. Le titre parodie Seasons in the Abyss.

## Biographie

### Speak English or Die(1985–1991)
Après avoir terminé ses morceaux de guitare pour l'album d'Anthrax Spreading the Disease, Scott Ian dessinera un personnage appelé Sargent D. Ses dessins s'accompagneront de slogans tels que « Je ne suis pas raciste, je hais tout le monde » et « Parle anglais ou crève », et Ian écrira des paroles sur ce personnage. Il décide de former un groupe de hardcore inspiré du personnage Sargent D, et recrute alors le batteur Charlie Benante (Anthrax), Dan Lilker (ex-bassiste d'Anthrax), et Billy Milano (bassiste de Psychos) au chant.
Ils enregistrent une démo intitulée Crab Society North et signent au label Megaforce Records. L'album, intitulé Speak English or Die, est enregistré et mixé en trois jours, et devient le premier album à mêler punk hardcore et thrash metal. Ils tournent en soutien à l'album en 1985, ouvrant notamment pour Motörhead et The Plasmatics. Leur musique leur sert de thèmes pour le Headbangers Ball. Ils annoncent un nouvel album intitulé USA for S.O.D., qui ne sera jamais enregistré.
Après la fin de la tournée, Lilker joue avec Nuclear Assault et Benante et Ian continuent avec Anthrax. Milano forme un groupe dérivé appelé Method of Destruction, ou M.O.D. Le premier album du groupe, U.S.A. for M.O.D., comprend plusieurs paroles écrites par Scott Ian, et une version alternative d'Aren't You Hungry, une chanson de S.O.D. inédite jouée en tournée en 1985.

### Réunions etBigger than the Devil(1992–2002)
S.O.D. se reforme pour un concert à New York en 1992, qui est enregistré et publié comme album live sous le titre de Live at Budokan. L'album comprend des chansons issues de Speak English or Die, quelques chansons de leur démo, et une reprise des groupes Ministry, Nirvana et Fear. En 1997, S.O.D. se réunit de nouveau au Milwaukee Metal Fest. Ils jouent leur premier concert européen au festival With Full Force en Allemagne, et publient en 1999 leur deuxième album studio, intitulé Bigger than the Devil.
En 2001, le DVD/vidéo Speak English or Live est publié. Il comprend la vidéo Live at Budokan avec leur concert au festival allemand, notamment. En 2002, le concert/film Kill Yourself: The Movie est publié en DVD.

### Nouvelles activités (depuis 2003)
La presse spécialisée dans le heavy metal rapporte en 2003 la séparation du groupe à la suite de désaccords entre Ian et Milano. En 2007, cependant, S.O.D. publie un troisième album, Rise of the Infidels. Cet album est annoncé comme le dernier du groupe.
En octobre 2011, Scott Ian explique qu'il n'y aura pas de retour du groupe : « J'en suis plus que sûr. Ca n'était pas censé être plus. [...] C'est l'opposé de The Damned Things (un supergroupe avec Ian et des membres de Fall Out Boy et Every Time I Die), pour moi, ce n'était pas un vrai groupe avec des dates de tournées et tout. S.O.D. était en fait le contraire de ça, on devait s'amuser et ne rien prendre au sérieux et puis d'un coup ce n'est plus drôle – c'est devenu un travail, un business. » En décembre 2012, Billy Milano et Dan Lilker se réunissent dans un nouveau groupe appelé United Forces.
En juillet 2015, Horns Up Rocks rapporte que S.O.D. se réunira à l'occasion de son trentième anniversaire. Cependant, le bassiste Dan Lilker dément ces propos. Il explique que Billy Milano n'a « consulté personne au sein de S.O.D. Il l'a juste annoncé, rien de plus. »

## Anciens membres
- Scott Ian – guitare, chœurs
- Dan Lilker – basse, chœurs
- Charlie Benante – batterie, guitare solo
- Billy Milano – chant

## Discographie
- 1985 : Speak English or Die
- 1992 : Live at Budokan (album live)
- 1999 : Bigger than the Devil
- 2007 : Rise of the Infidels